# Joaquín Sorolla
Joaquín Sorolla y Bastida (27. února 1863 Valencie – 10. srpna 1923 Cercedilla) byl španělský malíř a profesor na Escuela de Bellas Artes de Madrid, významný představitel luminismu.

## Životopis
Ve dvou letech ztratil rodiče při epidemii cholery a spolu s mladší sestrou byl svěřen do péče strýce a tety. Studoval malířství ve Valencii, Madridu a Římě, jeho vzory byli Cayetano Capuz, José Villegas Cordero a Francisco Pradilla. Vystavoval s úspěchem na Světové výstavě 1900 v Paříži a obdržel Řád Čestné legie. Byl jmenován členem Americké hispánské společnosti, která mu zařídila několik výstav v USA a svěřila mu také výzdobu svého sídla v New Yorku, pro které Sorolla vytvořil cyklus Vize Španělska, čtrnáct velkých pláten zobrazujících různé španělské kraje. Vyučoval na královské akademii výtvarného umění v Madridu, k jeho žákům patřil Julio Romero de Torres.

## Tvorba
Sorolla se věnoval monumentálnímu ztvárnění historických a mytologických námětů, jeho oblíbeným žánrem byla marina, také portrétoval řadu významných osobností své doby: Santiago Ramón y Cajal, Alfons XIII., William Howard Taft. Netradičním námětem se vyznačuje obraz Smutné dědictví, zachycující chovance ústavu pro invalidní děti na výletě u moře. Jeho styl vycházel z impresionismu a byl postaven na originální práci se světlem, dostal proto označení luminismus. Generace surrealistů si Sorolly příliš nevážila, jako o tom svědčí vzpomínka Luise Buñuela:
| „             | Jednoho dne jsme s rybářovou dcerou Lidií odjeli na piknik uprostřed skal. Řekl jsem Dalímu a ukazoval jsem přitom na jeden kout krajiny, že mi připomíná Sorollu, jednoho dost průměrného malíře z Valencie. Dali na mě zakřičel zlostně: — Jak můžeš říkat takové osloviny před tak krásnými skalami? | “ |
| — Luis Buñuel | |   |

Roku 1932 bylo v Madridu otevřeno Museo Sorolla, vystavující umělcovy obrazy.

## Galerie

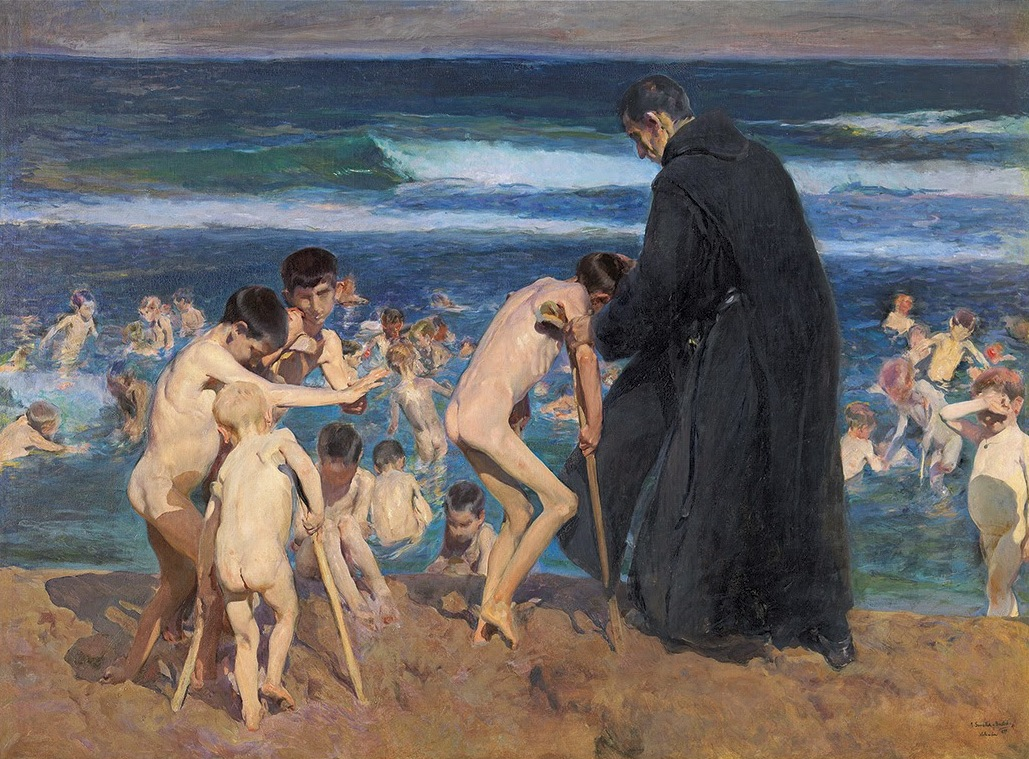
Smutné dědictví (1899)
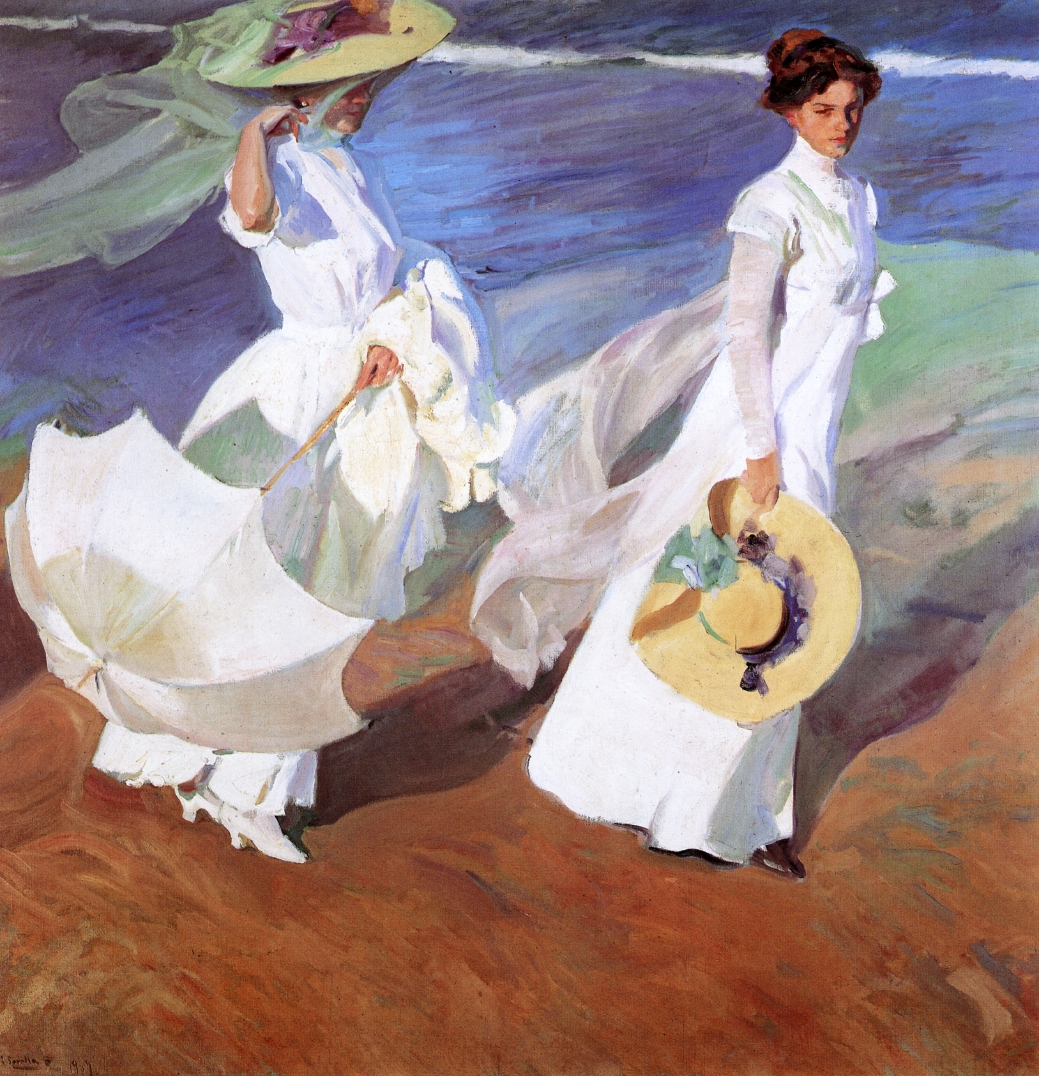
Procházka na pláži (1909)
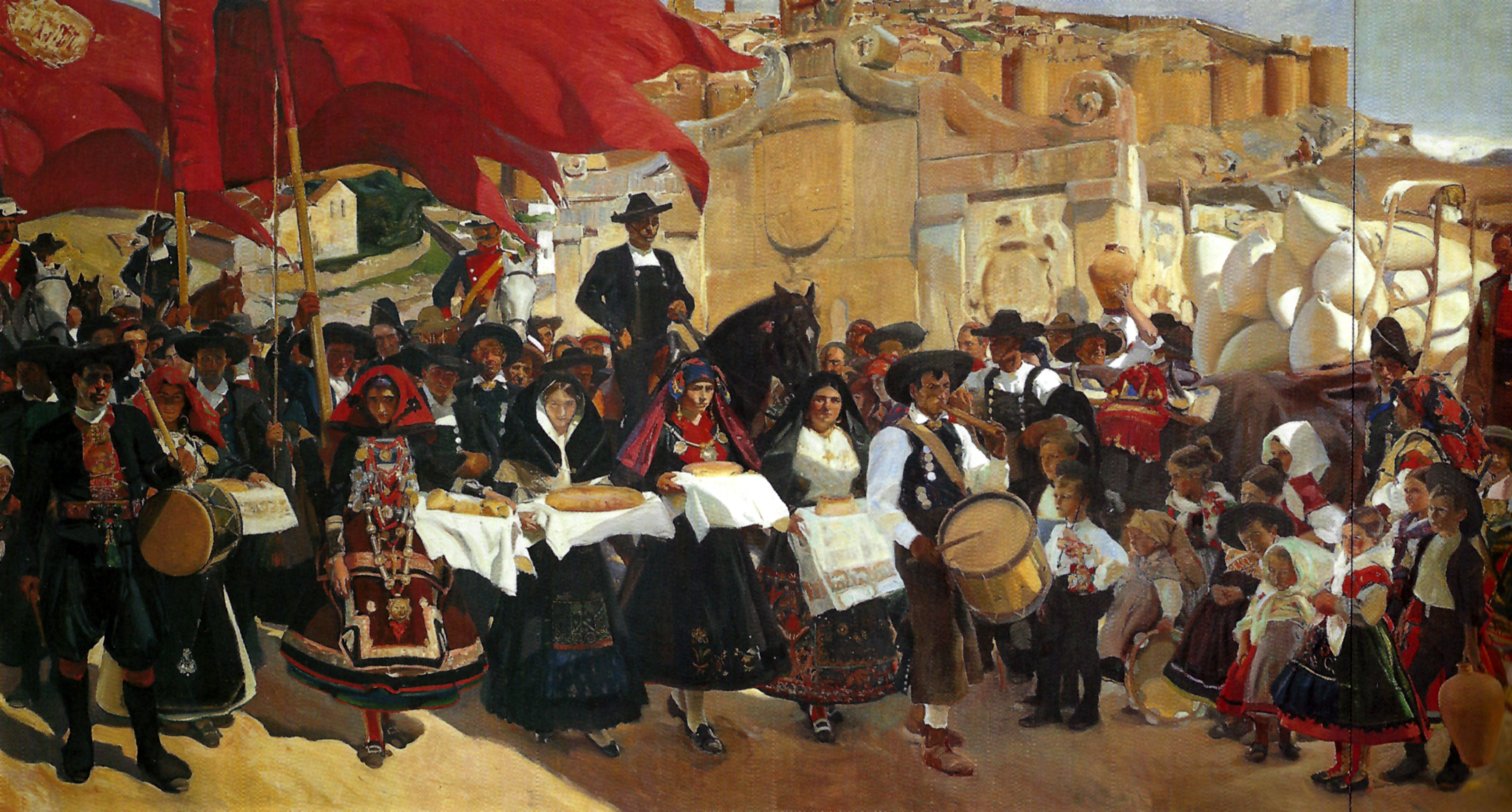
Svátek chleba (1913)